# شيريدان داوني
شيريدان داوني (بالإنجليزية: Sheridan Downey)‏ هو محامي وسياسي أمريكي، ولد في 11 مارس 1884 في لارامي في الولايات المتحدة، وتوفي في 25 أكتوبر 1961 في سان فرانسيسكو في الولايات المتحدة. حزبياً، نشط في الحزب الديمقراطي والحزب الجمهوري. وقد انتخب عضو مجلس الشيوخ الأمريكي عن دائرة كاليفورنيا (3 يناير 1939 – 30 نوفمبر 1950).

## روابط خارجية
- شيريدان داوني على موقع إن إن دي بي (الإنجليزية)